# Турулунг (комуна)
Турулунг (рум. Turulung) — комуна у повіті Сату-Маре в Румунії. До складу комуни входять такі села (дані про населення за 2002 рік):
- Дрегушень (1192 особи)
- Турулунг-Вій (222 особи)
- Турулунг (2431 особа) — адміністративний центр комуни

Комуна розташована на відстані 452 км на північний захід від Бухареста, 21 км на північний схід від Сату-Маре, 134 км на північ від Клуж-Напоки.

## Населення
За даними перепису населення 2002 року у комуні проживали 3845 осіб.
Національний склад населення комуни:
| Національність            | Кількість осіб | Відсоток |
| ------------------------- | -------------- | -------- |
| угорці                    | 2128           | 55,3%    |
| румуни                    | 1226           | 31,9%    |
| цигани                    | 350            | 9,1%     |
| німці                     | 137            | 3,6%     |
| українці                  | 2              | 0,1%     |
| не вказали національність | 1              | < 0,1%   |

Рідною мовою назвали:
| Мова                  | Кількість осіб | Відсоток |
| --------------------- | -------------- | -------- |
| угорська              | 2614           | 68,0%    |
| румунська             | 1220           | 31,7%    |
| німецька              | 6              | 0,2%     |
| українська            | 3              | 0,1%     |
| російська             | 1              | < 0,1%   |
| не вказали рідну мову | 1              | < 0,1%   |

Склад населення комуни за віросповіданням:
| Релігія                             | Кількість осіб | Відсоток |
| ----------------------------------- | -------------- | -------- |
| римо-католики                       | 2036           | 53,0%    |
| православні                         | 838            | 21,8%    |
| греко-католики                      | 433            | 11,3%    |
| п'ятдесятники                       | 284            | 7,4%     |
| реформати                           | 201            | 5,2%     |
| адвентисти                          | 8              | 0,2%     |
| не релігійні                        | 8              | 0,2%     |
| баптисти                            | 6              | 0,2%     |
| унітарії                            | 3              | 0,1%     |
| лютерани (Аугсбурзького сповідання) | 1              | < 0,1%   |
| атеїсти                             | 1              | < 0,1%   |
| не вказали релігію                  | 1              | < 0,1%   |